# Ray Straw
Raymond Straw, plus connu sous le nom de Ray Straw (né le 22 mai 1933 à Ilkeston dans le Derbyshire et mort le 13 mai 2001 dans la même ville), est un joueur de football anglais qui évoluait au poste d'attaquant.

## Biographie
Ray Straw évolue pendant six saisons avec l'équipe de Derby County.

## Palmarès
Brentford
- Championnat d'Angleterre D3 (1) :
  - Champion : 1956-57 (nord).
  - Meilleur buteur : 1956-57 (42 buts).

 Coventry City
- Championnat d'Angleterre D4 :
  - Vice-champion : 1958-59.